# Galeopterus variegatus
Il colugo della Sonda o galeopiteco della Malesia (Galeopterus variegatus Audebert, 1799)), impropriamente detto anche lemure volante della Sonda, è un mammifero asiatico della famiglia dei Cinocefalidi, a cui appartiene un'altra sola specie vivente, il colugo delle Filippine (Cynocephalus volans)

## Descrizione
Nonostante il nome comune, il lemure volante della Sonda non ha nulla a che vedere con i lemuri.  Ha piuttosto le dimensioni e la conformazione di un gatto, con un muso affusolato ed una faccia che ricorda quella di un pipistrello, grandi occhi e piccole orecchie arrotondate. Come gli altri dermotteri è dotato di un'ampia membrana, detta patagio, che si tende dal collo alle punte delle dita dei quattro arti e alla coda e può diventare una specie di amaca dove accogliere il piccolo.
La lunghezza è di 34-42 cm e il peso 1-1,75 kg.

## Biologia

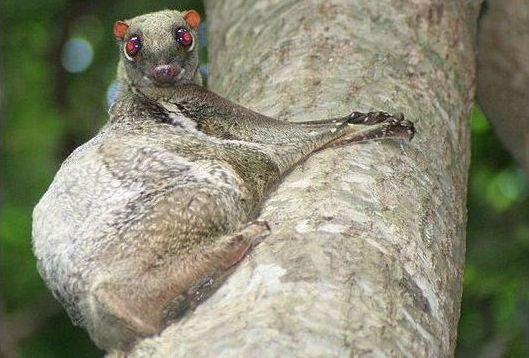
G. variegatus su un ramo

### Comportamento
Sono animali esclusivamente arboricoli e di abitudini crepuscolari-notturne. Durante il giorno dorme appendendosi con le zampe ad un ramo.
Il patagio consente loro di spostarsi planando elegantemente da un albero all'altro, coprendo con un salto distanze di oltre cento metri. Sono anche eccellenti arrampicatori, mentre non si muovono velocemente al suolo.
Emette un grido acuto e spiacevole che si avverte da lontano.

### Alimentazione
La dieta consiste di foglie, germogli, fiori e frutti.

### Riproduzione
La gestazione dura circa 60 giorni e le dimensioni di un adulto sono raggiunte in due o tre anni.

## Distribuzione e habitat
Questo piccolo mammifero è diffuso in Thailandia, in tutta la Malesia, nelle isole di Sumatra, Giava, Borneo e in parte dell'arcipelago filippino. Abita la foresta pluviale, ma si trova anche nelle piantagioni di cocco, banani e alberi della gomma.

## Status e conservazione
La specie è considerata a basso rischio in base ai criteri della IUCN Red List of Threatened Species.